# Pravna obrana
Svatko tko je optužen za kazneno djelo ima pravo braniti se sam ili uz pomoć branitelja, a branitelj je taj koji onda zastupa svojega klijenta u kaznenom postupku. Ako optuženik nema dovoljno sredstava da plati branitelja, država je obvezna (kad to nalažu interesi pravde) po službenoj dužnosti dodijeliti besplatnog branitelja.